# NGC 2965
NGC 2965 је лентикуларна галаксија у сазвежђу Мали лав која се налази на NGC листи објеката дубоког неба.
Деклинација објекта је + 36° 14' 54" а ректасцензија 9h 43m 19,1s. Привидна величина (магнитуда) објекта NGC 2965 износи 13,5 а фотографска магнитуда 14,5. NGC 2965 је још познат и под ознакама UGC 5191, MCG 6-22-3, CGCG 181-86, CGCG 182-4, PGC 27813.